# Egorlykskaja
Egorlykskaja (in russo Егорлыкская?) è un villaggio della Russia europea meridionale nell'oblast' di Rostov; è il centro amministrativo del distretto Egorlykskij.
Si trova a sud-est di Rostov sul Don. Nel villaggio c'è la stazione Ataman della Ferrovia del Caucaso settentrionale.